# Fabienne Saudin
Pas d'image ? Cliquez ici

b Matchs officiels uniquement.
Fabienne Izydorczyk (Saudin), née le 6 octobre 1965, est une joueuse internationale française de rugby à XV, joueuse au Rugby Creusot Féminin puis entraîneur-joueuse au Rugby Creusot Féminin et au club Le Creusot/Beaune Féminin.

## Biographie
- Championne de France 2e division en 1988 et 1997
- Finaliste en 2e division
- Demi-finaliste en 2e division en 1994
- Quart de finale 3e division saison 2004-2005 et 2005-2006
- 3e de la Coupe du Monde 1991 puis en 1994 avec l'Equipe de France
- Championne d'Europe en 1988 avec l'Equipe de France

Elle vit toujours au Creusot, avec son fils Pierre et participe activement à la vie sportive de la ville.